# Scion xB
O xB é um monovolume compacto da Scion. Ele também se aderiu ao estilo retrô, mas na segunda geração ganhou linhas mais arrendondadas.